# Puntate di Un'estate fa
Le otto puntate della miniserie televisiva Un'estate fa sono state trasmesse su Sky Atlantic e in streaming su Now dal 6 al 27 ottobre 2023.
| nº | Titolo     | Prima TV        |
| -- | ---------- | --------------- |
| 1  | Episodio 1 | 6 ottobre 2023  |
| 2  | Episodio 2 | 6 ottobre 2023  |
| 3  | Episodio 3 | 13 ottobre 2023 |
| 4  | Episodio 4 | 13 ottobre 2023 |
| 5  | Episodio 5 | 20 ottobre 2023 |
| 6  | Episodio 6 | 20 ottobre 2023 |
| 7  | Episodio 7 | 27 ottobre 2023 |
| 8  | Episodio 8 | 27 ottobre 2023 |

## Episodio 1
- Diretta da: Davide Marengo
- Scritta da: Michele Alberico, Massimo Bacchini, Valerio Cilio (soggetto); Michele Alberico, Massimo Bacchini, Valerio Cilio (sceneggiatura)

### Trama
L'estate del 1990 di un gruppo di amici è segnata dalla scomparsa di Arianna e dalla perdita di memoria di Elio. Oggi Elio vive una vita apparentemente normale, è un avvocato sposato da ormai 20 anni con Isotta e ha una figlia di 16,l. Quando dall’acqua viene ripescata un’auto con all’interno il cadavere della ragazza, l’ispettore Zancan viene chiamato a indagare per omicidio. Per Elio è l’occasione per recuperare dei ricordi che credeva perduti per sempre e cambiare il corso del passato. Quando si presenta al funerale di Arianna l’avvocato viene allontanato a malo modo dalla madre della ragazza che lo accusa di essere il suo assassino. Anche l’ispettore Zancan  sospetta di lui. Elio rivede quindi dopo tanti anni Costanza Dorati che in quell’estate era attratta da lui e che ora lo aiuta con le indagini.
- Altri interpreti: Paolo Triestino (collega di Elio), Antonio Friello (cliente di Elio), Agnese Nano (madre di Arianna), Eleonora Giovanardi (Gloria), Claudio Bigagli (dottore di Elio).
- Ascolti: telespettatori nei 28 giorni 876 000[2].

## Episodio 2
- Diretta da: Davide Marengo
- Scritta da: Michele Alberico, Massimo Bacchini, Valerio Cilio (soggetto); Valerio Cilio (sceneggiatura)

### Trama
Superato lo stupore e lo spaesamento per il “viaggio” nell’estate del ’90, Elio si butta nelle indagini. Nel passato inizia a spiare Filippo, il ragazzo di Arianna, perché ha il sospetto che possa nascondere qualcosa. Nel presente, Zancan considera Elio il maggiore indiziato per la morte di Arianna, mentre Elio entra in possesso di una VHS che mostra un aspetto insospettabile della ragazza.
- Altri interpreti: Claudio Bigagli (dottore di Elio).

- Ascolti: telespettatori nei 28 giorni 864 000[2].

## Episodio 3
- Diretta da: Marta Savina
- Scritta da: Michele Alberico, Massimo Bacchini, Valerio Cilio (soggetto); Valerio Cilio, Federico Favot (sceneggiatura)

### Trama
La videocassetta apre la possibilità che Arianna avesse una relazione clandestina con un uomo misterioso, spingendo Elio a chiedere aiuto ai vecchi amici nel tentativo di svelare l’identità dell’amante sconosciuto. Nel 1990, Elio tenta in qualunque modo di modificare il passato, approfittando della sua conoscenza del futuro e cambiando completamente il corso del destino. Elio sospetta che Arianna fosse finita in un giro di prostituzione in un hotel che si trovava vicino al campeggio.
- Altri interpreti: Francesco Foti (Pietro Santamaria), Massimo Dapporto (Pietro Santamaria da anziano), Paola Sebastiani (cliente Hollywood), Luciano Miele (Proietti), Fabio Rizzuto (barista), Francesco Pompilio (titolare Hollywood), Alla Krasovitzkaya (domestica).

## Episodio 4
- Diretta da: Marta Savina
- Scritta da: Michele Alberico, Massimo Bacchini, Valerio Cilio (soggetto); Michele Alberico, Massimo Bacchini (sceneggiatura)

### Trama
Nel 1990, Elio e Arianna si avvicinano molto l’uno all’altra. Per Elio è difficile riuscire a non rovinare il momento, sforzandosi di non far fuggire la ragazza a causa della sua ossessione di salvarla. Nel presente le indagini di Zancan subiscono una svolta, mentre Elio si improvvisa detective e interroga Gualtiero.
- Altri interpreti: Orlando Cinque (Carmine Fusco), Denis Fasolo (Gualtiero), Claudio Bigagli (dottore di Elio).

## Episodio 5
- Diretta da: Marta Savina
- Scritta da: Michele Alberico, Massimo Bacchini, Valerio Cilio (soggetto); Valerio Cilio, Federico Favot (sceneggiatura)

### Trama
Costanza si dimostra nel presente un grande aiuto alle indagini di Elio, ma la loro alleanza viene incrinata dalle accuse mosse a Carmine al quale è legata da diverso tempo. Dopo un primo momento di riavvicinamento, tra Elio e Isotta scoppia la crisi, dovuta alla necessità di Elio di cambiare il corso del destino. Nel 1990 durante la grande festa organizzata nella mega villa di “Mamo” De Santis accade qualcosa di fondamentale nella vicenda che porterà alla morte di Arianna, guidando Elio verso un nuovo possibile sospettato: Lauretta rischia di morire durante la festa venendo salvata da Gloria, una dottoressa, e Arianna minaccia di denunciare De Santis.
- Altri interpreti: Orlando Cinque (Carmine Fusco), Eleonora Giovanardi (Gloria), Bernardo Casertano (Roberto Iacopini), Claudio Bigagli (dottore di Elio).

## Episodio 6
- Diretta da: Marta Savina
- Scritta da: Michele Alberico, Massimo Bacchini, Valerio Cilio (soggetto); Valerio Cilio, Federico Favot (sceneggiatura)

### Trama
La rottura tra Elio e Isotta stavolta appare insanabile tanto che lui deve andare via di casa. Nel 1990, Arianna coglie tutti di sorpresa svelando una parte insospettabile della sua personalità arrivando a ricattare l’onorevole De Santis ed Elio si convince che possa essere stato questo ad averne decretato la morte; si scopre anche che l ragazza aveva avuto una relazione con un uomo più grande di lei, Roberto Iacopini, il marito della dottoressa che aveva soccorso Lauretta alla festa. Nel presente Elio decide di affrontare Mamo, mentre, sul fronte indagini, una scoperta sconvolgente porta Elio a sospettare inaspettatamente di un amico del passato, Adriano: si scopre che era stato lui a “vendere” le foto al giornale che ritraevano Mamo mentre sniffa cocaina alla festa.
- Altri interpreti: Luciano Scarpa (Massimiliano "Mamo" De Santis), Eleonora Giovanardi (Gloria), Bernardo Casertano (Roberto Iacopini), Francesco Foti (Pietro Santamaria), Orlando Cinque (Carmine Fusco), Elisabetta De Palo (Gloria da anziana), Ettore Belmondo (onorevole De Santis), Maurizio Di Carmine (giornalista).

## Episodio 7
- Diretta da: Davide Marengo
- Scritta da: Michele Alberico, Massimo Bacchini, Valerio Cilio (soggetto); Federico Favot (sceneggiatura)

### Trama
Nel 1990 Arianna capisce di provare dei sentimenti per Elio, così i due si baciano. Inoltre scopriamo che Adriano quell'estate stava per morire, a causa di un tumore. Mentre nel presente Elio viene a sapere da Lauretta che era stata lei a registrare il filmino sexy di Arianna e che lo aveva consegnato a Filippo pensando che fosse destinato a lui ed essendo all’oscuro della sua relazione clandestina con Iacopini. Elio capisce quindi che l’assassino è proprio Filippo e cerca di avvisare l’ispettore Zancan ma viene colpito alle spalle proprio da Filippo.
- Altri interpreti: Massimo De Santis (Adriano Vitellini), Francesco Foti (Pietro Santamaria), Ettore Belmondo (onorevole De Santis), Massimo Dapporto (Pietro Santamaria da anziano), Agnese Nano (madre di Arianna), Angelo Iannelli (poliziotto).

## Episodio 8
- Diretta da: Davide Marengo
- Scritta da: Michele Alberico, Massimo Bacchini, Valerio Cilio (soggetto); Valerio Cilio (sceneggiatura)

### Trama
Nel presente Elio è tenuto prigioniero da Filippo, che lo reputa responsabile della morte di Arianna e si sente tradito da quest'ultima poiché la ragazza aveva scelto di lasciarlo per stare con Elio.
Elio riesce a far credere a Filippo che la morte di Arianna sia per colpa sua, così quest'ultimo crolla e si suicida. A quel punto la polizia trova Elio e il cadavere di Filippo e Zancan capisce che non riuscirà mai ad incastrare il protagonista e che deve chiudere il caso.
Elio riesce finalmente, tramite i suoi viaggi nel tempo a tornare alla notte della scomparsa di Arianna: mentre tutto il campeggio sta assistendo alla semifinale tra Argentina-Italia dei Mondiali di Calcio, lui e la ragazza vanno verso il mare. Elio si vede costretto a seguire Arianna, per scoprire chi l’ha uccisa, nonostante provi in tutti i modi a convincerla a restare.
Arianna, però, è inamovibile: ruba l’auto di Carmine, quella in cui poi sarà ritrovato il corpo, e parte. Davanti al mare, la ragazza vuole solo rilassarsi con Elio e salire su una scogliere per ammirare meglio il panorama, anche se un temporale è in arrivo. Dopo che i due si baciano, Elio cerca di dissuaderla in ogni modo, fino ad essere così disperato da dirle di sapere che lei sta per morire. Arianna, spaventata prova ad allontanarlo, ma Elio la spinge accidentalmente a terra, facendole sbattere la testa e uccidendola.
Sconvolto, nel presente il protagonista confessa cosa ricorda a Costanza, che ammette di aver saputo tutto da sempre, perché c’era anche lei: aveva raggiunto i due in motorino e, scoperto l’accaduto, aveva aiutato Elio a buttare in acqua l’auto con dentro Arianna. Zancan, intanto, ha trovato la prova schiacciante contro il protagonista: in una foto vede che indossa al collo l’anello della madre, quello che la Polizia aveva ritrovato nell’auto nella prima puntata: Zancan va a notificare l’arresto. Elio, allora, torna per un’ultima volta nel passato per cercare di sistemare le cose.
Avviene così un inedito incontro tra l’Elio giovane e l’Elio adulto: quest’ultimo invita se stesso a fare ciò che va fatto, in modo che nel futuro possa incontrare la moglie Isotta e far nascere al figlia Alice. L’Elio giovane obbedisce e, dopo aver fatto allontanare Costanza (che quindi non vede il cadavere di Arianna), getta l’auto ed il corpo in mare. Non prima, però, di aver tenuto l’anello e l’audiocassetta che le aveva regalato.
Elio torna nel presente: scopre di non essere più il principale sospettato, che invece resta Filippo, morto suicida dopo il ritrovamento del corpo. Costanza, non avendo saputo nulla dell’omicidio, ha vissuto una vita più serena, così come il resto dei suoi amici, tranne Adriano.
È proprio lui a farsi trovare davanti casa di Elio: è l’unico a sapere come sono andate le cose. Elio, infatti, una volta gettata l’auto in mare, era sotto choc e fu aiutato proprio da Adriano, che aveva capito cosa fosse successo e che ora cerca una confessione dall'amico storico. Elio, però, continua a negare, rompendo definitivamente l’amicizia con l’uomo.
Le ultime scene sono un pensiero e soprattutto un rimorso: se quella semifinale fosse stata vinta dall'Italia, pensa Elio, forse lui e Arianna non si sarebbero allontanati dal campeggio e sarebbero rimasti a festeggiare, cambiando il corso del destino e soprattutto Arianna sarebbe ancora viva e felice insieme ad Elio.
- Altro interpreti: Eleonora Giovanardi (Gloria), Bernardo Casertano (Roberto Iacopini), Claudio Bigagli (dottore di Elio), Agnese Nano (madre di Arianna), Massimo De Santis (Adriano Vitellini).